# Flibanserina
La flibanserina o "viagra femenina" (en anglès: flibanserin, code name BIMT-17, noms comercials proposats: Girosa i Addyi), és una droga/medicament que es va estudiar com un tractament no hormonal per a les dones premenopàusiques amb un trastorn del desig sexual hipoactiu (hypoactive sexual desire disorder (HSDD). El desenvolupament d'aquesta droga que feia Boehringer Ingelheim va ser aturat l'octubre de 2010 a continuació d'un informe negatiu fet per part de U.S. Food and Drug Administration. Els drets d'aquesta droga van ser transferits a Sprout Pharmaceuticals la qual continuà el procés de desenvolupament.
Aquest medicament incrementa el nombre d'esdeveniments sexuals satisfaents d'un 0,5 a 1 per mes sobre el placebo (en els estudis el nombre d'esdeveniments foren pel placebo de 2,8 a 3 i per la flibanserina de 3 a 4). També incrementa el desig sexual millorant la puntuació respecte al placebo de 0,3 a 0,4 (en els estudis les puntuacions pel placebo van passar d'1,8-1,9 a 2,4-2,6 i per la flibanserina d'1,8-1,9 a 2,7-2,9). Se sentiren satisfetes amb el tractament pel nombre d'esdeveniments sexuals d'un 29 a un 34% de les dones tractades amb placebo enfront d'un 41 a un 43% de les tractades amb flibanserina.
La flibanserina modifica tres substàncies químiques clau per al cervell, augmentant la dopamina i la norepinefrina i disminuint la serotonina.
La flibanserina havia estat inicialment investigada com un antidepressiu.
El 4 de juny de 2015, el grup d'experts de la FDA va recomanar aprovar aquesta droga per una votació de 18 a favor i 6 en contra.
Aquest grup d'experts va donar suport a aquesta medicació, sempre que sigui posada a la venda amb les advertències sobre els seus efectes secundaris, que en aquest cas és que són possibles els desmais i la disminució de la pressió arterial. En els estudis van abandonar el tractament un 6% de les dones que prenien el placebo enfront d'un 13% de les dones que prenien flibanserina. Altres efectes secundaris detectats en els estudis inicials són: mareig (11%), somnolència (11%), nàusees (10%), fatiga (9%), insomni (5%).